# Robert Klymasz
Robert Bogdan Klymasz (* 14. Mai 1936 in Toronto; † 17. März 2024 in Winnipeg) war ein kanadischer Ethnologe und Volksliedforscher ukrainischer Herkunft.

## Werdegang
Klymasz studierte Russisch an der University of Toronto (Bachelor 1957) und Slawistik an der University of Manitoba (Master 1960). Den Doktorgrad erhielt er 1971 an der Indiana University. Als Spezialist für  ukrainische Volkstradition war er von 1967 bis 1976 Leiter, später senior coordinator des slawischen und osteuropäischen Programms des Canadian Centre for Folk Culture Studies am Canadian Museum of Civilization in Ottawa, wo er mehrere Ausstellungen veranstaltete und Dokumentationen drehte.
Er war von 1976 bis 1978 Direktor des Ukrainian Cultural and Educational Centre in Winnipeg und unterrichtete an der Harvard University, der University of Manitoba, der University of Ottawa, der University of California at Los Angeles, der University of Alberta und der Memorial University of Newfoundland. 1984 kehrte er als Kurator des Osteuropa-Programms an des Canadian Museum of Civilization zurück. Nach seiner Emeritierung 2000 wurde er zum Curator Emeritus des Canadian Museum of Civilization und 2006 zum Zurawecki Research Scholar am Centre for Ukrainian Canadian Studies der University of Manitoba ernannt.
Klymasz veröffentlichte Beiträge in Fachzeitschriften wie Canadian Folklore Canadien, Canadian Folk Music Journal, Ethnomusicology, Folklore and Folk Music Archivist, Journal of the Folklore Institute und  Encyclopedia of Music in Canada. Zwischen 2005 und 2009 vollendete er mehrere Forschungsprojekte im Archiv der University of Manitoba. Er zählte zu den Mitbegründern der Folklore Studies Association of Canada, die ihn 2000 mit der Marius Barbeau Medal auszeichnete.
Klymasz starb im März 2024 in Winnipeg an einer Influenza-Erkrankung.

## Schriften
- An Introduction to the Ukrainian-Canadian Immigrant Folksong Cycle (1970)
- Ukrainian Folklore in Canada (1980)
- The Ukrainian Folk Ballad in Canada (1989)
- The Icon in Canada: Recent Findings from the Canadian Museum of Civilization (1996)